# 飛星尋龍
《飛星尋龍》（英語：The Predictor's Game）是香港無綫電視1992年拍攝的電視連續劇，全劇共20集，監製李兆華。主題曲及插曲由鍾鎮濤主唱。。
本劇于2002年在翡翠台重播。

## 演員表
- 張　翼 飾 古天鑑
- 河國榮 飾 PETER
- 林嘉麗 飾 空中小姐
- 王　偉 飾 熊炳焱
- 梁建平 飾 SIMON
- 楊瑞麟 飾 司　儀
- 胡　楓 飾 游天定
- 朱咪咪 飾 齊太太
- 梁俊傑 飾 宋小江
- 方輝強 飾 林真雄
- 黃宗賜 飾 觀　眾
- 黃仲匡 飾 觀　眾
- 廖偉雄 飾 游冬至
- 飾 交通督導員
- 廖麗麗 飾 陳太太
- 馬清儀 飾 殷天愛
- 陳嘉輝 飾 游立春
- 徐廣林 飾 客　人
- 薛家華 飾 殷岳橋
- 張　熙 飾 奇　伯
- 邵卓堯 飾 賴布衣
- 陳燕航 飾 護　士
- 鮑　方 飾 金吊桶
- 區　嶽 飾 忠　伯
- 馮瑞珍 飾 三　姐
- 歐陽莎菲 飾 焱　母
- 梁珮玲 飾 古夢生
- 郭卓樺 飾 基　佬
- 陳惠瑜 飾 馬姑娘
- 徐新義 飾 程經理
- 羅澍淇 飾 花店店主
- 薛　峻 飾 觀　眾
- 鄭毅邦 飾 觀　眾
- 鄧汝超 飾 杜先生
- 葉振聲 飾 助導甲
- 鄭君寧 飾 助導乙
- 羅君左 飾 女歌手
- 曹　濟 飾 王先生
- 譚一清 飾 朱先生
- 區人山 飾 大佬甲
- 楊健武 飾 大佬乙
- 古瑞坤 飾 定舖客
- 飾 打仔甲
- 張北雲 飾 匪徒甲
- 張　韻 飾 匪徒乙
- 夏　萍 飾 德蘭修女
- 林文森 飾 修女乙
- 何浩源 飾 焱手下甲
- 許實賢 飾 焱手下乙
- 戴少民 飾 保安甲
- 李衛民 飾 保安乙
- 黃成想 飾 男
- 孫季卿 飾 村民甲
- 呂劍光 飾 村民乙
- 方　傑 飾 劉經理
- 陳安瑩 飾 KI KI
- 虞天偉 飾 曾經理
- 郭少芸 飾 職　員
- 麥嘉倫 飾 職　員
- 黃建峰 飾 職　員
- 陳燕航 飾 職　員
- 黃靜宜 飾 職　員
- 王維德 飾 職　員
- 柳影虹 飾 妙
- 李顯明 飾 龜　公
- 郭德信 飾 DR.WU
- 俞　明 飾 村　長
- 黃一飛 飾 王　天
- 王翠玉 飾 職　員
- 羅國維 飾 監　製
- 梁詠琳 飾 卿　姐
- 黃天鐸 飾 攝影師
- 千　秋 飾 職　員
- 虞天偉 飾 職　員
- 何璧堅 飾 職　員
- 蕭山仁 飾 職　員
- 莫燕嫦 飾 職　員
- 許實賢 飾 職　員
- 何浩源 飾 職　員
- 陳均榕 飾 律　師
- 戴少民 飾 警　衛
- 李衛民 飾 警　衛
- 梁欽棋 飾 薛先生
- 麥皓為 飾 幹　部
- 劉桂芳 飾 睇相客甲
- 談珮珊 飾 睇相客乙
- 戴誌衛 飾 熊　震
- 曾令茵 飾 賓　客
- 陸麗燕 飾 賓　客
- 陳曉芸 飾 賓　客
- 羅國暉 飾 賴　聰
- 黃文標 飾 波手下
- 麥子雲 飾 波手下
- 黃瑋琳 飾 波手下
- 王偉樑 飾 旺
- 石　雲 飾 BEN
- 鄧煜榮 飾 南
- 陳中堅 飾 C.K.馮
- 謝月美 飾 玲　姐
- 鄭　雷 飾 馮世波
- 游　飈 飾 C.K.CHOW
- 博　君 飾 金手下
- 林家棟 飾 主持人
- 駱應鈞 飾 易谷子
- 凌　漢 飾 王書記
- 王翠玉 飾 焱秘書
- 蔡欣樺 飾 婦　人
- 雲大華 飾 路　人
- 楊健武 飾 路　人
- 李煌生 飾 醫　生
- 蕭玉燕 飾 AMY

## 外部連結
- 《飛星尋龍》 GOTV 第1集重溫